# تنبیه‌النائمین
تنبیه النائمین نام کتابی است در ۳ بخش، نامه عبدالبهاء به عمهٔ ناتنی و ازلیش عزیه نوری شاه سلطانخانم مشهور به عِزیه خانم، پاسخ وی مشهور به رسالهٔ عمّه، و در انتها موعظه‌ای از نویسنده‌ای ازلی شیخ احمد روحی کرمانی.
پس از آنکه بهاءالله خود را من یظهره‌الله معرفی کرد عده‌ای از بابیان با او مخالفت کردند و ردیه‌هایی در مخالفت با او نگاشتند. یکی از آن‌ها عزیه خانم، خواهر تنی بهاءالله، خواهر ناتنی و از طرفداران سرسخت یحیی صبح ازل بود. او در رد ادعای وی رساله‌ای در جواب نامه عبدالبهاء نگاشت که بعدها با عنوان تنبیه النائمین به همراه ۲ بخش دیگر چاپ شد.
محتوای این اثر تقریباً به طور کامل ساختگی و شامل روایت‌های افترا‌آمیز درباره زندگی بهاءالله است.

## سبب نگارش رساله عمه
- تنبیه النائمین
- کتاب تنبیه النائمین- سایت دانشگاه هاروارد

## پانوشت‌ها
1. ↑  فاضل مازندرانی، اسدالله. تاریخ ظهورالحق. صص. ۴۸۹.
2. ↑  نبوی رضوی، سید مقداد (۱۳۹۴). تنبیه النائمین. تهران: نشرنگاه معاصر. صص. ۱۰. شابک ۹۷۸-۹۶۴-۹۹۴۰-۳۰-۴.
3. ↑  MacEoin: 1992, p. ۲۷
4. ↑  تنبیه النائمین، صفحهٔ ۲
5. ↑  Yazdani, Mina (2011) Anti Baha’i Polemics and Historiography, Baha’i Studies Review Volume 17, A Publication of the Association for Baha’i Studies (UK) English language. Pp. 87-100, ISSN 1354-8697. Doi: 10.1386/bsr.17.87/1